# Asztalos János (plébános)
Asztalos János (Feldebrő, 1910. február 11. – Feldebrő, 1995. október 12.) katolikus pap.
Mint hányatott sorsú pap szegény parasztszülők gyermekeként született egy mátraalji kis faluban, Feldebrőn 1910. február 11-én. Miután elvégezte elemi iskolát, Egerben tanult tovább a cisztercitáknál. 1945-ben lett Pócspetri plébánosa. Neve az 1948-as hírhedt pócspetri perben vált híressé, amikor a rákosista bíróság a nyírségi falu jegyzőjével, Királyfalvi (eredetileg Kremper) Miklóssal egyetemben halálra ítélte. Királyfalvin az ítéletet végrehajtották, Asztalos pedig életfogytiglani börtönt kapott, de csak 7 évet ült, és 1956-ban a forradalom idején szabadult. Ezután Rómába ment, majd 1973-tól a bajorországi Gangkofenben lett az ottani magyarok lelkiatyja, a menekültek segítője. 1989-ben tért ismét vissza Feldebrőre, ahol 1995. október 12-én elhunyt.

## A pócspetri perről („rendőrgyilkos falu”)
1948-ban a rákosista hatalom heves vallásüldözésbe kezdett, majd 1948 április közepén Ortutay Gyula kultuszminiszter bejelentette, hogy a kormány napirendre tűzte az egyházi iskolák államosítását, és már megindult a hajsza Mindszenty József hercegprimás ellen, aki a kommunista párt hatalomátvétele miatt leghevesebben tiltakozott. A nyírségi faluban (Pócspetri) 1948. június 3-án, egy nagygyűlésen tiltakoztak a hívők az iskolák tervezett államosítása ellen. A kivezényelt két rendőr egyikének kezében elsült a kibiztosított fegyver és a lövedék saját testébe fúródott. Mikor a környékbeli rendőrök megérkeztek, a tüntetés általános lövöldözéssé fajult. A rákosista hatóságoknak kapóra jött az eset, és lázadási ügyet csináltak a pócspetri eseményekből és a koncepciós perben a budapesti statáriális bíróság a falu plébánosát mint felbújtót, mind pedig Királyfalvi Miklós jegyzőt halálra ítélte. Az utóbbin (Királyfalvi) a halálos ítéletet végre is hajtották, míg a plébános ítéletét kegyelemből életfogytiglani börtönre változtatták. A kommunizmus évtizedei (1949-1989) alatt Pócspetri a „rendőrgyilkos falu”, a falu lakói pedig „rendőrgyilkos” ragadványnevet kapta. A „gyilkosság” valós hátteréről még szűk körben sem volt ajánlatos beszélni. Ezt a kényszerű hallgatást első ízben Ember Judit (1935-2007) dokumentumfilm-rendező 1982-ben a faluban forgatott Pócspetri c. dokumentumfilmjével törte meg.